# Papiro Oxirrinco 73
El Papiro Oxirrinco 73 también llamado P. Oxy. 73 es un documento sobre un aviso de una transferencia de propiedad (ἀπογραφή), como P. Oxy. 72. El documento está escrito en griego. El manuscrito fue escrito en papiro en forma de una hoja. Fue descubierto por Bernard Pyne Grenfell y Arthur Surridge Hunt en 1897 en Oxirrinco, Egipto. El documento fue escrito entre el 25 de julio y 28 de agosto de 94. En la actualidad se encuentra en la Biblioteca Universitaria John Rylands, Inglaterra. El texto fue publicado por Grenfell y Hunt en 1898.

## Documento
La carta estaba dirigida a un funcionario. Se menciona que se ha elaborado "en la calle", lo que probablemente significa que fue ante un notario público. Este es un formulario que se utiliza en los contratos acordados en la presencia del Agoranomo. Fue escrito por Thamounion, hija de Adrasto, con su marido Dionisio, que actuó como kurios (κύριος). Las mediciones del fragmento son 227 por 71 mm.